# Bålby herrgård
Bålby är ett säteri och herrgård i Örebro län. Herrgården är belägen vid sjön Teen och Skagershultsmossen, cirka 4 mil sydväst om Örebro i Närke. På gården bedrivs ekologiskt jordbruk, ekologisk mjölkproduktion, skogsbruk, hyresverksamhet samt gårdsbutik.

## Historia

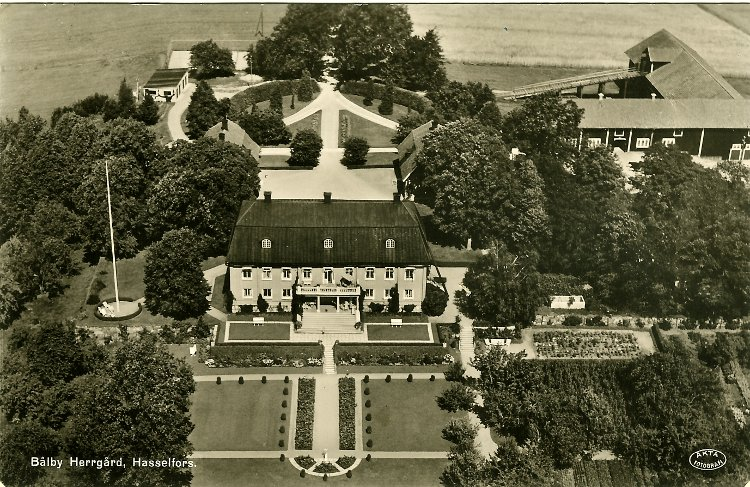
Flygfoto taget på baksidan under 40-talet.

Verksamhet vid forsarna i Hasselfors finns dokumenterad sedan slutet av 1500-talet. I början av 1600-talet bildades Bålby säteri av familjen Falkenberg. Då uppförde också Melker Falkenberg den första herrgårdsanläggningen för att verka som brukets huvudsäte. Detta var början till Hasselfors industriella verksamhet och bildandet av Hasselfors Bruk. År 1651 stod Skagershults gamla kyrka färdig och år 1671 uppfördes en stångjärnshammare i Hasselfors. 
Bålby bedriver i dag ekologisk mjölk- och köttproduktion, hyresverksamhet, skogsbruk samt gårdsbutik. Till gården hör byn Träntorp med bostäder, ladugård och stall.
Bålby säteri och Skagershults gamla kyrka förvaltas i dag av familjen von Schéele som bor på gården sedan år 1996.